# 11804 Zambon
11804 Zambon eller 1981 EE13 är en asteroid i huvudbältet som upptäcktes den 1 mars 1981 av den amerikanska astronomen Schelte J. Bus vid Siding Spring-observatoriet. Den är uppkallad efter Francesca Zambon.